# Atlantic City (film, 1980)
Pour les articles homonymes, voir Atlantic City (homonymie).
Pour plus de détails, voir Fiche technique et Distribution.
Atlantic City est un film franco-canadien réalisé par Louis Malle, sorti en 1980.  En 2003, il est sélectionné par le National Film Registry pour conservation à la bibliothèque du Congrès des États-Unis, en raison de son « importance culturelle, historique ou esthétique ». 

## Synopsis

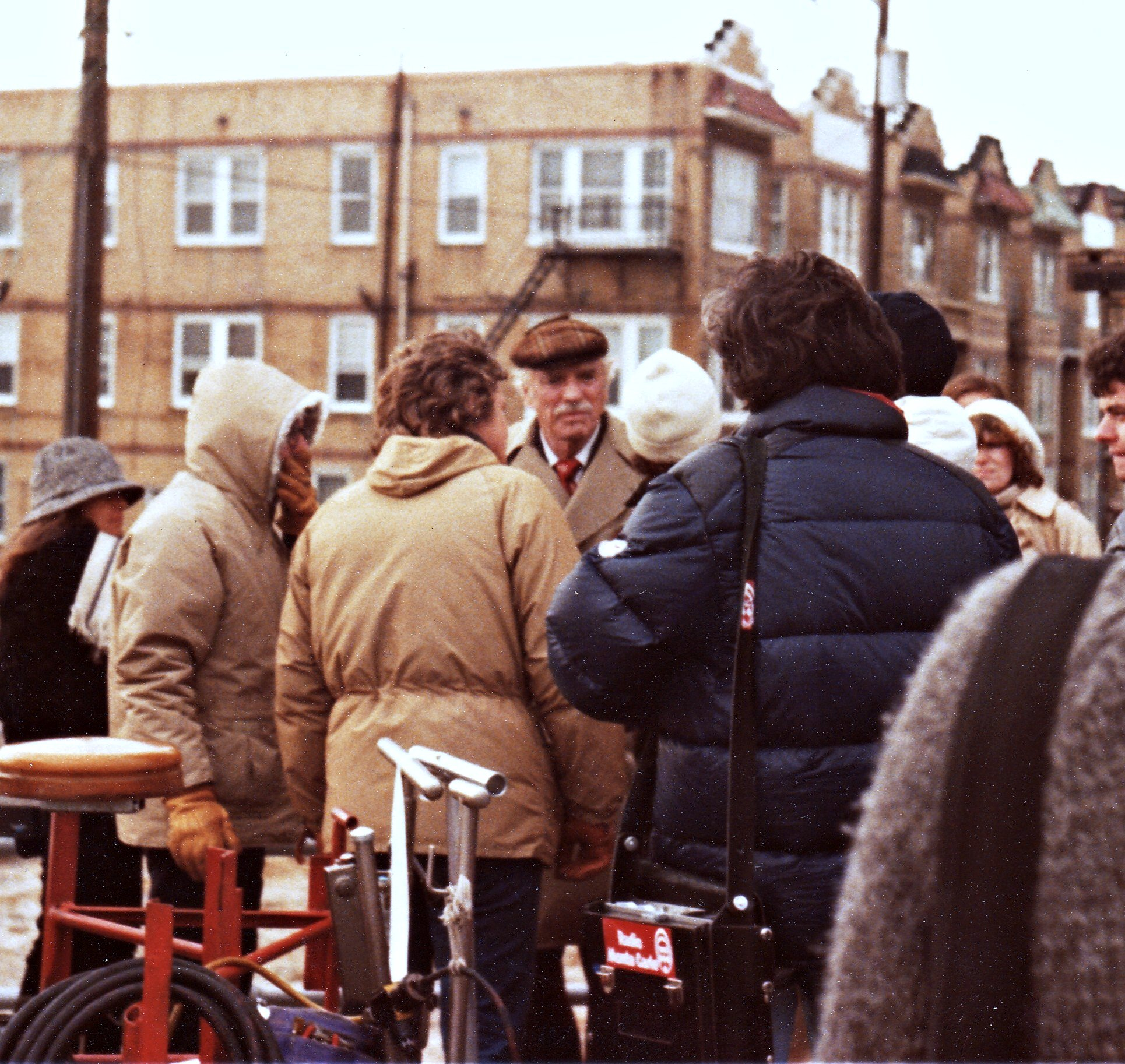
Burt Lancaster sur le tournage au centre et Louis Malle sur la gauche

Employée au restaurant d'un casino d'Atlantic City, station balnéaire de la côte Est des États-Unis, Sally Mathews (Susan Sarandon) rêve de devenir croupière en France. Son mari, Dave, l'a abandonnée pour partir vivre avec Chrissie, sa sœur cadette. Un jour, elle voit débarquer Dave et Chrissie, qui viennent à Atlantic City pour vendre de la cocaïne et subvenir aux besoins de leur futur enfant. Le couple demande à Sally de les accueillir. Elle accepte et rapidement Dave commence son commerce. Quelques jours après son arrivée, il rencontre un truand minable à la retraite, Lou (Burt Lancaster). Dave est tué dans une bagarre et Lou prend sa suite. Lou est un ancien gangster nostalgique, qui, chaque soir, observe Sally par sa fenêtre…

## Fiche technique
- Titre : Atlantic City
- Réalisation : Louis Malle
- Scénario : John Guare, d'après le roman La Porte en face de Laird Koenig
- Musique : Michel Legrand, Paul Anka ("Atlantic City, My Old Friend"), Nikolaï Rimski-Korsakov ("Song of India")
- Costume : François Barbeau
- Photographie : Richard Ciupka
- Montage : Suzanne Baron
- Son : Jean-Claude Laureux
- Maquillage : Donna Gliddon - Rita Ogden
- Production : Denis Héroux et John Kemeny
- Sociétés de production : International Cinema, Selta Films, Merchant Films, Canadian Film Development Corporation (CFDC), Cine-Neighbor, Famous Player Limited
- Pays de production : Canada - France
- Genre : Comédie dramatique
- Durée : 104 minutes
- Dates de sortie : 
  - France : 3 septembre 1980
  - États-Unis : 3 avril 1981

## Distribution
- Burt Lancaster (VF : Claude Bertrand) : Lou Pascal
- Susan Sarandon (VF : Hélène Manesse) : Sally Matthews
- Kate Reid (VF : Jacqueline Cohen) : Grace Pinza
- Michel Piccoli (VF : lui-même) : Joseph
- Hollis McLaren (VF : Maïk Darah) : Chrissie
- Robert Joy (VF : Patrick Poivey) : Dave Matthews
- Moses Znaimer (VF : Daniel Gall) : Felix
- Angus MacInnes : Vinnie
- Norma Dell'Agnese (VF : Dominique MacAvoy) : Jeanne
- Sean Sullivan (VF : Edmond Bernard) : Buddy O'Brian
- Al Waxman (VF : Jacques Ferrière) : Alfie
- John McCurry (VF : Med Hondo) : Fred
- Louis Del Grande (VF : Roger Lumont) : M. Shapiro
- Wallace Shawn : Le serveur
- Cec Linder (VF : Jacques Deschamps) : Le président de l'hôpital
- Robert Goulet : Le chanteur de l'hôpital
- Harvey Atkin (VF : Raymond Loyer) : Le chauffeur du bus

## Production
Atlantic City est filmé dans et autour d'Atlantic City, dans le Jersey du sud, Philadelphie et la ville de New-York. Bien que le film soit tourné aux Etats-Unis, le film est, en fait, une coproduction française et canadienne.

## Récompenses
- Mostra de Venise 1980 : Lion d'or
- Prix Génie 1981 : Génie de la meilleure actrice étrangère, de la meilleure actrice dans un second rôle, de la meilleure direction artistique
- David di Donatello 1981 : David di Donatello du meilleur acteur étranger
- National Board of Review Awards 1981 : Top dix des films de l'année
- Baftas 1982 : Bafta du meilleur réalisateur et Bafta du meilleur acteur

## Nominations
- Césars 1981 : nominations au César du meilleur scénario original ou adaptation et au César de la meilleure musique
- Prix Génie 1981 : nominations au Génie du meilleur acteur étranger, du meilleur acteur dans un second rôle, de la meilleure photographie, des meilleurs costumes
- David di Donatello 1981 : nomination au David di Donatello de la meilleure actrice étrangère
- Oscars 1982 : nominations à l'Oscar du meilleur film, du meilleur réalisateur, du meilleur acteur, de la meilleure actrice et du meilleur scénario original
- Golden Globes 1982 : nominations au Golden Globe du meilleur film étranger, au Golden Globe du meilleur réalisateur et au Golden Globe du meilleur acteur dans un drame
- Baftas 1982 : nominations au Bafta du meilleur film et au Bafta du meilleur scénario

## Autour du film
- « On voulait combiner l'ancien et le nouveau (...) Le personnage de Burt Lancaster (...) représentait le passé et le personnage de Susan Sarandon, qui habitait le même immeuble, représentait ces gens venus de toute l'Amérique, avec leurs rêves... c'est bien évidemment une métaphore de l'Amérique même. » (Louis Malle)[réf. souhaitée]